# 志岐守治
志岐 守治（しぎ もりはる、1871年5月19日（明治4年4月1日） - 1946年（昭和21年）12月16日）は、日本の陸軍軍人。最終階級は陸軍中将。

## 経歴
鹿児島県、現在の鹿児島市で志岐守行・陸軍大尉の長男として生まれる。陸軍幼年学校を経て、1890年（明治23年）7月、陸軍士官学校（1期）を卒業、 1890年（明治23年）7月29日の官報によると、陸軍士官学校第1期を歩兵科8番/103名で卒業している。翌年3月、歩兵少尉に任官し近衛歩兵第3連隊付となる。歩兵第43連隊中隊長などを経て、1899年（明治32年）12月、陸軍大学校（13期）を卒業した。
1900年（明治33年）11月、陸士教官となり、台湾守備混成第1旅団参謀、歩兵第44連隊付などを歴任し、1903年（明治36年）12月、歩兵第12連隊大隊長に発令され日露戦争に出征。旅順攻囲戦に参戦。1904年（明治37年）12月、後備歩兵第59連隊大隊長に転じ奉天会戦に参戦した。
1905年（明治38年）10月、歩兵中佐に進級。教育総監部付を経て、1907年（明治40年）3月、フランスに留学し、同年10月、フランス駐在となる。1909年（明治42年）11月、歩兵大佐に昇進し歩兵第21連隊長に就任。第4師団参謀長、教育総監部第2課長を経て、1915年（大正4年）2月、陸軍少将に昇進し歩兵第27旅団長に就任。
1918年（大正7年）9月、関東軍兵站監に転じ、1919年（大正8年）1月、陸軍中将に進級。同年4月、浦塩派遣軍兵站部長に発令されシベリア出兵に出征。同年11月、第16師団長に親補され、1923年（大正12年）8月、待命となり、同年10月、予備役に編入された。
その後、1932年（昭和7年）9月から1936年（昭和11年）12月まで國民新聞社長を務めた。

## 栄典
位階
- 1897年（明治30年）12月15日 - 正七位[6]

勲章等
- 1895年（明治28年）12月20日 - 勲六等単光旭日章・功五級金鵄勲章[7]
- 1920年（大正9年）11月1日 - 勲一等旭日大綬章・功二級金鵄勲章・大正三年乃至九年戦役従軍記章[8]

## 親族
- 妻 志岐久子（山本盛英陸軍中佐の娘、山本権兵衛の姪）[1][4]
- 娘婿 多田俊夫（陸軍少佐）[1]